# Suchdol nad Odrou
Suchdol nad Odrou (deutsch Zauchtel, auch Zauchtl, Zauchtenthal) ist eine Minderstadt im Okres Nový Jičín in Tschechien. Sie liegt sechs Kilometer südöstlich von Fulnek und gehört zur Region Mährisch-Schlesien.

## Geographie
Suchdol nad Odrou liegt unweit des linken Ufers der Oder im Naturschutzgebiet Poodří. Nachbarorte sind Kletné (Kletten) und Fulnek im Norden, Hladké Životice (Seitendorf b. Zauchtel) im Nordosten, Nový Jičín und Bernartice nad Odrou im Südosten, Mankovice (Mankendorf) und Jeseník nad Odrou (Deutsch Jaßnik) im Süden und Odry im Westen. Historisch gehört die Gegend zum Kuhländchen.

## Geschichte

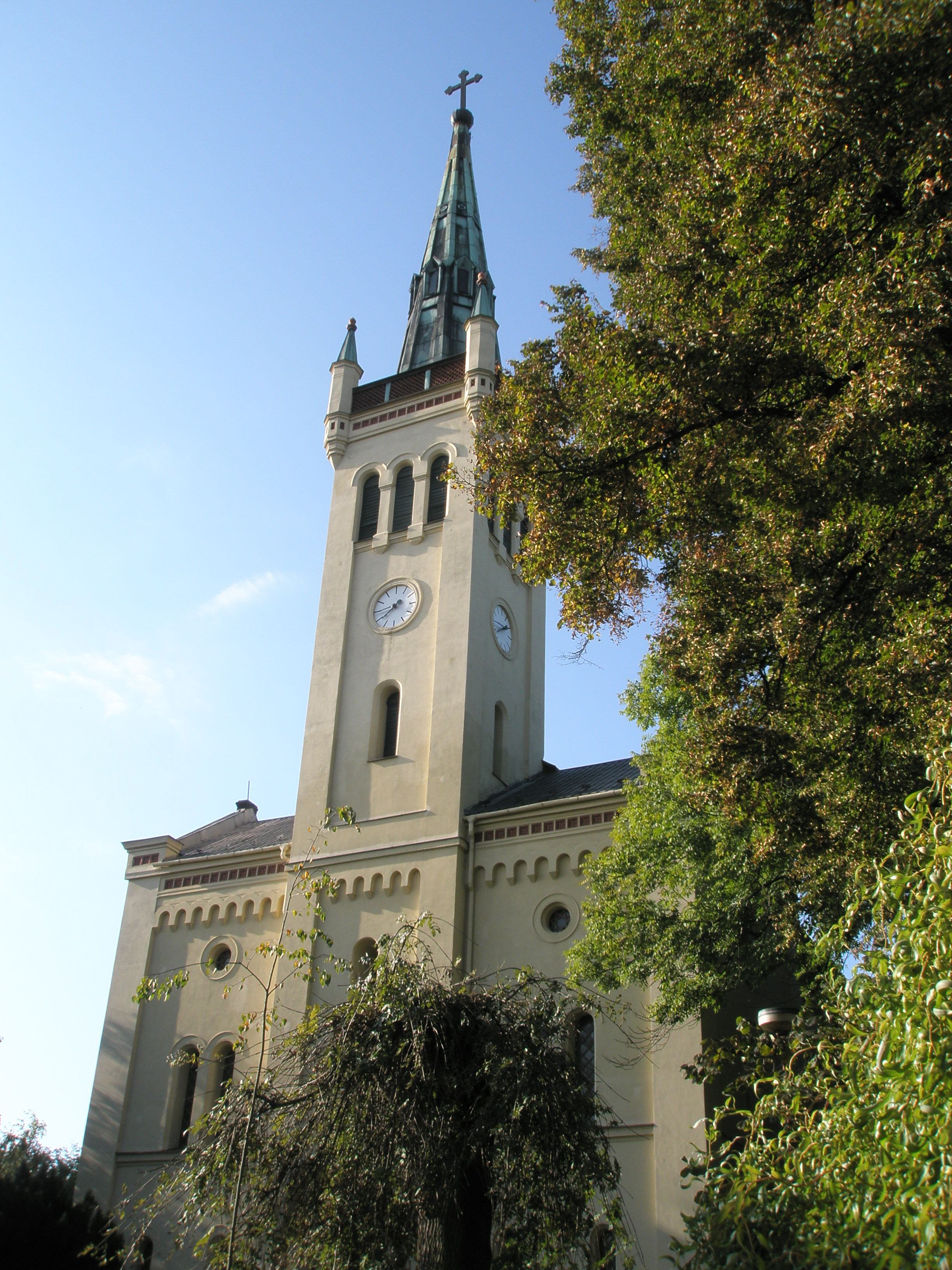
Evangelische Kirche Suchdol

Zauchtel wurde vermutlich Anfang des 13. Jahrhunderts gegründet und wurde erstmals 1257 urkundlich erwähnt. Es war damals bereits Pfarrort und gehörte zur mährischen Herrschaft Fulnek, die im Besitz des Smil von Lichtenburg war. Nach der Errichtung des Herzogtums Troppau wurde es diesem eingegliedert. 1337 wurde es als Cuchenthal, 1430 als Zauchenthal bezeichnet. Zusammen mit Fulnek wurde es 1464 vom böhmischen König Georg von Podiebrad erworben. Dessen Söhne verkauften den Besitz 1475 an den Utraquisten Johann von Žerotín. Er förderte die Besiedlung des Gebiets von Zauchtel, das er von der Troppauer in die mährische Landtafel in Olmütz übertragen ließ. 1515 wurde Zauchtel an die Grundherrschaft Kunewald angegliedert, mit der es bis 1848 verbunden blieb.
1584 erwarb Johann Balthasar von Czettritz (Zedritz von Kinsberg / Četrys z Kinšperka) Zauchtel und Kunewald. Während seiner Herrschaft entwickelten sich beide Orte zu einem Mittelpunkt der deutschsprachigen Brüderbewegung. 1604–1614 wurde in Zauchtel die Dreifaltigkeitskirche errichtet, die zu den größten protestantischen Gemeindehäusern zählte. Johann Balthasar von Czettritz war am Böhmischen Ständeaufstand beteiligt, starb jedoch 1621 ohne Nachkommen. Sein Besitz gelangte an seine Schwester Judith, die mit Moritz von Redern verheiratet war. Er betrieb eine rigorose Rekatholisierung seiner Untertanen und verbot 1622/23 die Gottesdienste der Böhmischen Brüder. Die Dreifaltigkeitskirche wurde nun als katholisches Gotteshaus genutzt. Dadurch verließ ein Teil der Bewohner den Ort. Die zurückgebliebenen Einwohner führten zum großen Teil die Brüdertradition im Geheimen fort. Nachdem die Glaubensverfolgungen verschärft wurden, wanderten 1724 zahlreiche Einwohner nach Herrnhut in der sächsischen Oberlausitz aus. Zu ihnen gehörte auch der Mitbegründer und spätere Bischof der Herrnhuter Brüdergemeine, David Nitschmann. Für die zurückgebliebenen Bewohner wurde 1730 eine katholische Pfarrei errichtet das Pfarrhaus nach Plänen des Architekten Johann Lucas von Hildebrandt neu erbaut. Trotzdem bezeichneten sich 1782 nach dem von Kaiser Joseph II. erlassenen Toleranzpatent rund 75 % der Einwohner von Zauchtel als herrnhutisch. Nachfolgend entstand 1783 eine lutherische Gemeinde, die im 19. Jahrhundert eine eigene Kirche errichtete. Bis 1945 bekannte sich stets mehr als die Hälfte der Bewohner von Zauchtel zum evangelischen Glauben. Seit 1806 war Zauchtel im Besitz der Walburga Waldburg-Zeil, die mit Clemens Waldburg-Zeil-Lustenau-Hohenems verheiratet war. Sie soll eine wohltätige Grundherrin gewesen sein und starb 1828.
Von wirtschaftlicher Bedeutung waren im 17. Jahrhundert der Blei- und Silberabbau, der Anfang des 18. Jahrhunderts eingestellt wurde. 1798/99 wurden in Zauchtel erfolgreich Impfungen gegen die Blattern durchgeführt, wobei es sich um die erste Impfaktion in der Habsburgermonarchie handelte. Ein wirtschaftlicher Aufschwung erfolgte 1847 mit dem Anschluss an die Bahnstrecke Leipnik–Oderberg. 1895 erhielt Zauchtel die erste mährische Hauswirtschaftsschule für Arbeiterinnen. Um 1900 bestand Zauchtel aus rund 2100 Einwohnern, unter ihnen nur wenige Tschechen. 1917 wurde Zauchtel durch Kaiser Karl I. zur Marktgemeinde erhoben.
Nach der Gründung der Tschechoslowakei 1918 wurde die Familie Chlumecký-Bauer, die im Besitz der Herrschaft Kunewald war, enteignet. 1921 erhielt Zauchtel die amtliche Ortsbezeichnung Suchdol. Infolge des Münchner Abkommens wurde es 1938 dem Deutschen Reich angeschlossen und gehörte bis 1945 zum Landkreis Neu Titschein. Nach dem Zweiten Weltkrieg wurden die deutschen Bewohner vertrieben. Die Neubesiedlung von Suchdol erfolgte überwiegend mit Slowaken und Wolhynientschechen. Seit 1959 lautet die amtliche Ortsbezeichnung Suchdol nad Odrou. 1974 wurde Kletné eingemeindet.

## Gemeindegliederung
Die Gemeinde Suchdol nad Odrou besteht aus den Ortsteilen Kletné (Kletten) und Suchdol nad Odrou (Zauchtel). Grundsiedlungseinheiten sind Kletné, Suchdol nad Odrou und Suchdol nad Odrou-za tratí. Zu Suchdol nad Odrou gehört zudem die Einschicht Hospůdka.
Das Gemeindegebiet gliedert sich in die Katastralbezirke Kletné (616 ha) und Suchdol nad Odrou (1684 ha).

## Sehenswürdigkeiten
- Das barocke Pfarrhaus wurde 1730 nach Plänen von Johann Lucas von Hildebrandt errichtet.
- Die Pfarrkirche der Hl. Dreifaltigkeit wurde 1605–1614 im Stil der Renaissance errichtet. Am seitlichen Portal befinden sich Initialen des Stifters Balthasar Czettritz und seiner Frau Katharina
- Evangelische Kirche, errichtet 1852/58 nach Plänen von Ludwig von Förster
- Klassizistisches Bahnhofsgebäude von 1847
- Denkmal des Kaisers Joseph II.

## Söhne und Töchter der Gemeinde
- David Nitschmann (1695–1772), Bischof der Herrnhuter Brüdergemeine und Missionar
- Johann Schneider (1713–1785), Herrnhuter Inuit-Missionar in Grönland und Labrador und Indianermissionar in Pennsylvania
- David Zeisberger (1721–1808), herrnhutischer Indianermissionar in Pennsylvania und Ohio
- Wilhelm Vita (1846–1919), österreichischer Genre- und Porträtmaler
- Wilhelm Teltschik (1863–1937), österreichischer Politiker der Deutschen Nationalpartei (DnP)
- Bernard Rudofsky (1905–1988), Architekt und Kulturtheoretiker
- Josef Barwig (1909–1942), deutscher Politiker der NSDAP
- Heinz Nawratil (1937–2015), deutscher Jurist und Schriftsteller
- Ilse Mertel (* 1943), österreichische Politikerin (SPÖ)